# Die Apokalyptischen Reiter
Die Apokalyptischen Reiter (Apokalypsens ryttare på tyska) är en tysk musikgrupp som varit aktiv sedan 1995 och är idag ganska stora inom den lokala metalscenen och till viss del i andra länder. Musikaliskt har bandet lekt runt med inslag av rätt olika subgenrer som bland annat death metal, thrash metal, folk metal, heavy metal etc. och texterna är för det mesta på engelska och tyska (på sistone har bandet fokuserat mer på tyska låttexter), och mellan varven har bandet gjort låttexter på andra språk som finska, ryska och spanska.

## Medlemmar
Nuvarande medlemmar
- Fuchs (Daniel Täumel) – gitarr, sång (1995– )
- Volk-Man (Volkmar Weber) – basgitarr, growl (1995– )
- Dr. Pest (Mark Szakul) – keyboard (1995– )
- Sir G. (Georg Lenhardt) – trummor (2000– )
- Ady (Adrian Vogel) – gitarr (2009– )

Tidigare medlemmar
- Skelleton – trummor, sång (1995–2000)
- Pitrone (Peter Pfau) – gitarr (2002–2008)
- Lady Catman (Cathleen Gliemann) – gitarr (2008–2009)

Bildgalleri

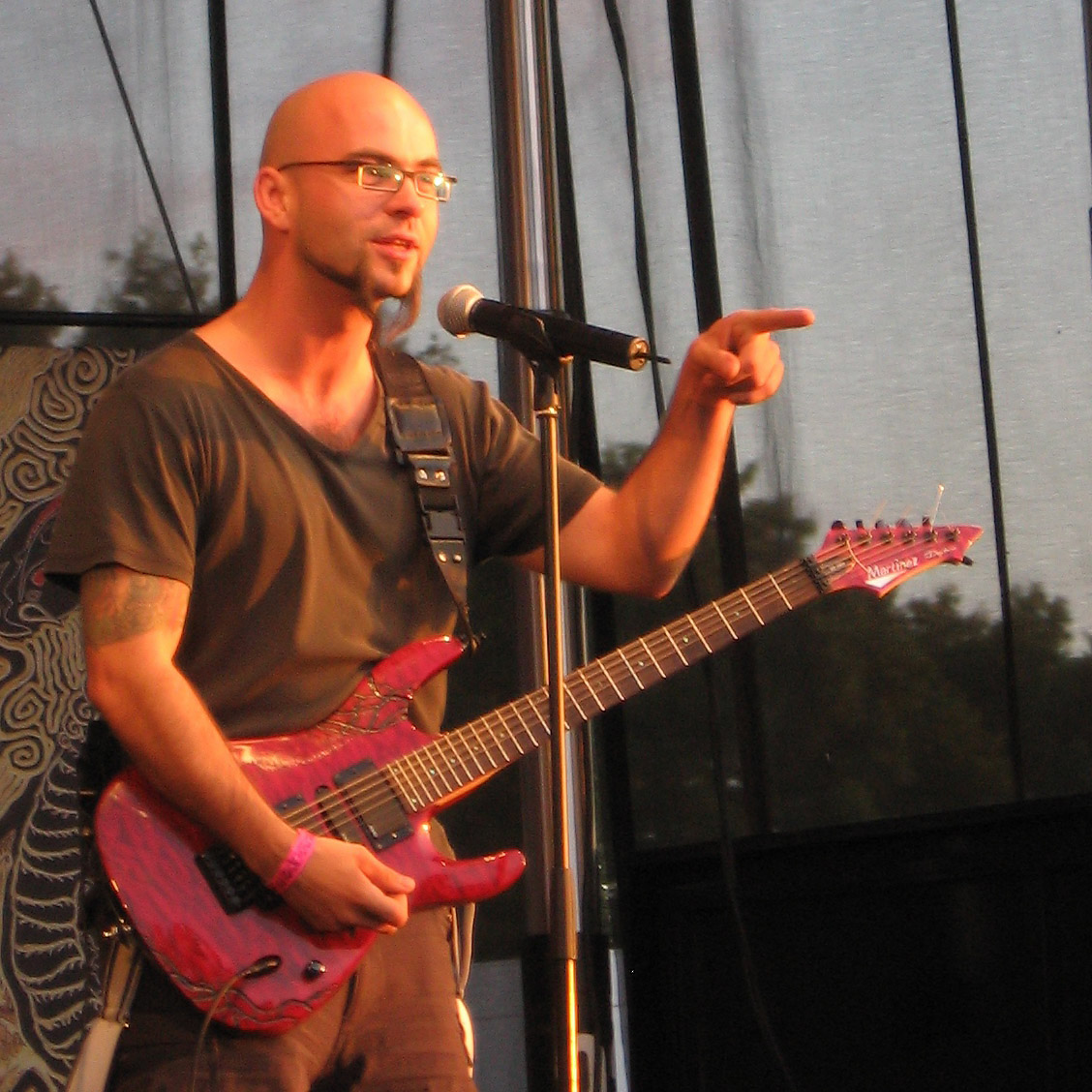
Fuchs
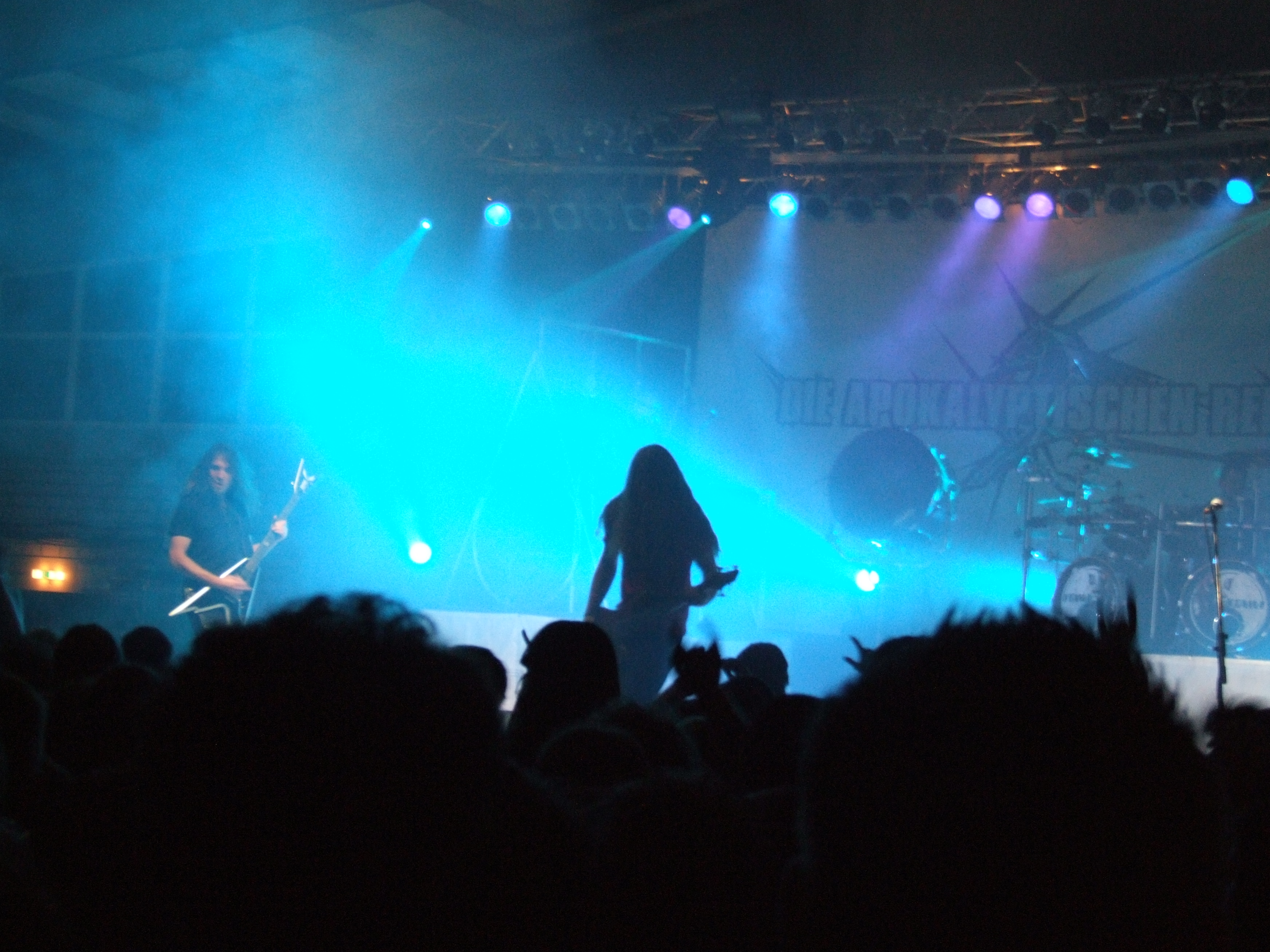
Ady och Volk-Man
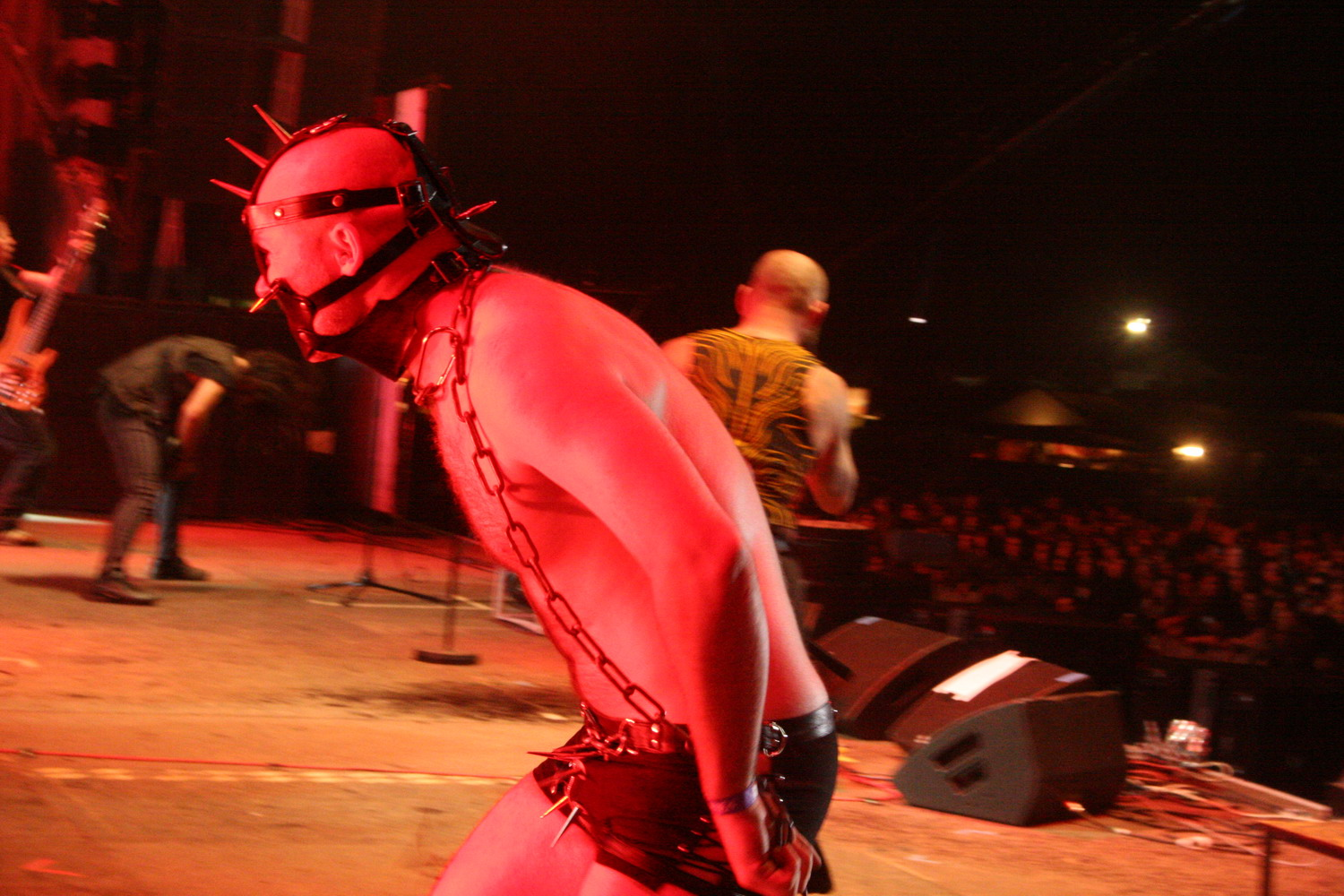
Dr. Pest
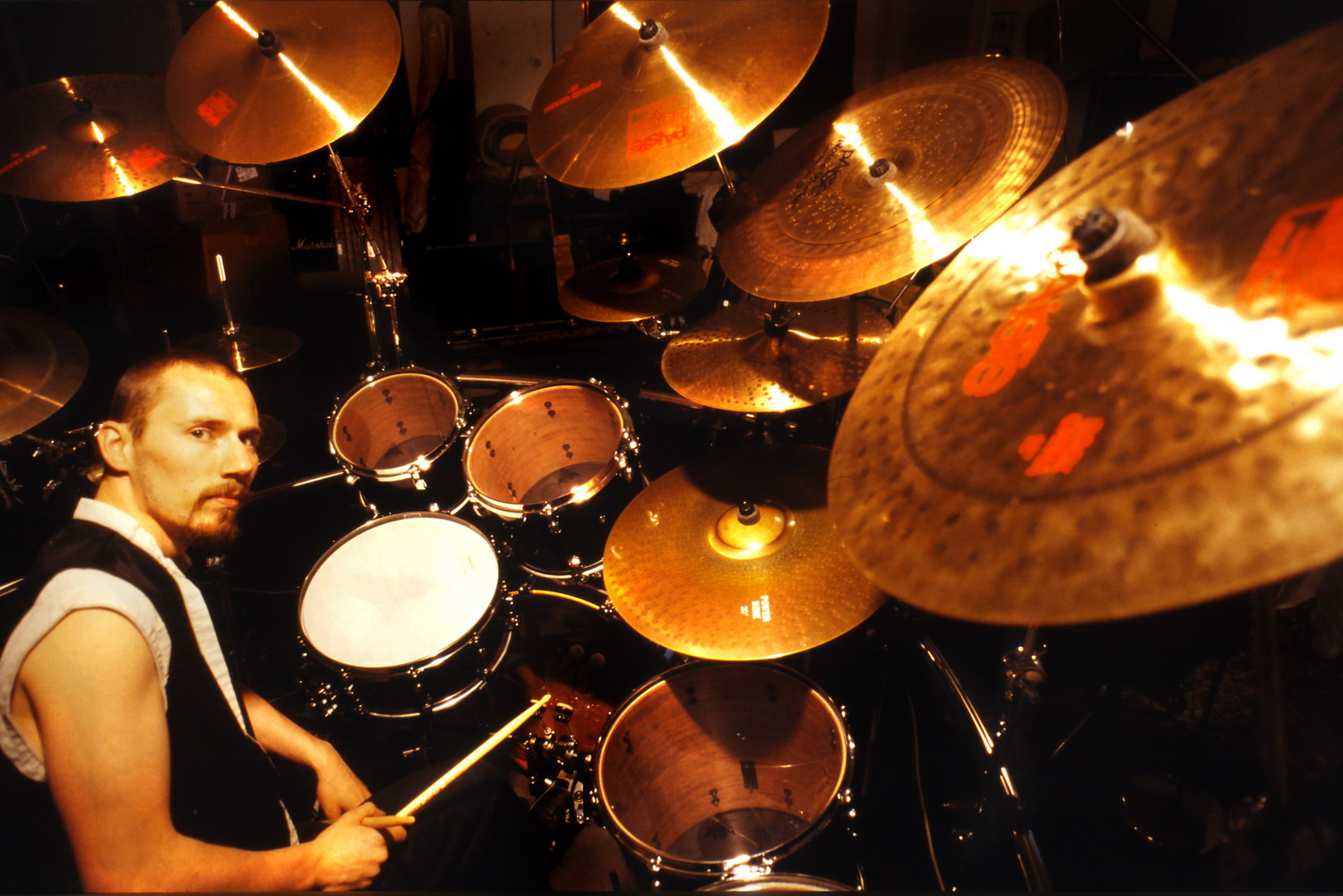
Sir G.

## Diskografi
Demo:
- 1996 – Firestorm

Studioalbum:
- 1997 – Soft & Stronger
- 1999 – Allegro Barbaro
- 2000 – All You Need Is Love
- 2003 – Have a Nice Trip
- 2004 – Samurai
- 2006 – Riders on the Storm
- 2008 – Licht
- 2011 – Moral & Wahnsinn
- 2014 – Tief.Tiefer
- 2017 – Der Rote Reiter
- 2021 – The Divine Horsemen
- 2022 – Wilde Kinder

Livealbum:
- 2009 – Adrenalin

EP:
- 1998 – Dschinghis Khan
- 2008 – Der Weg

Singlar:
- 2006 – "Friede sei mit dir"
- 2008 – "Der Weg"
- 2011 – "Dr. Pest"
- 2014 – "Das Spieszerlein"
- 2018 – "Der Rote Reiter" (Volcano remix)
- 2021 – "Volle Kraft!"

Samlingsalbum
- 2011 – The Greatest of the Best

Video:
- 2006 – Friede sei mit dir (DVD)
- 2008 – Tobsucht (DVD + 2CD)